# Oudemansiella canarii
Oudemansiella canarii är en svampart som först beskrevs av Franz Wilhelm Junghuhn, och fick sitt nu gällande namn av Franz Xaver von Höhnel 1909. Oudemansiella canarii ingår i släktet Oudemansiella och familjen Physalacriaceae.   Inga underarter finns listade i Catalogue of Life.